# Oulad M'Rah
Oulad M'Rah (en àrab اولاد امراح, Ūlād Imrāḥ; en amazic ⵡⵍⴰⴷ ⵎⵔⴰⵃ) és un municipis de la província de Settat, a la regió de Casablanca-Settat, al Marroc. Segons el cens de 2014 tenia una població total de 8.697 persones.